# Il nostro matrimonio è in crisi
Il nostro matrimonio è in crisi è un film del 2002 diretto da Antonio Albanese.

## Trama
Nel giorno del suo matrimonio Alice, in preda ad una crisi esistenziale, abbandona Antonio e la loro nuova casa avvolta nel cellophane, per ritirarsi in una comunità new age. Qui incontra un vero guru, che cerca di illuminare il suo cammino. Antonio, intanto, tenta con ogni mezzo di riportarla a sé.

## Distribuzione
La pellicola è uscita nelle sale cinematografiche il 22 febbraio 2002.